# 香港希爾頓酒店

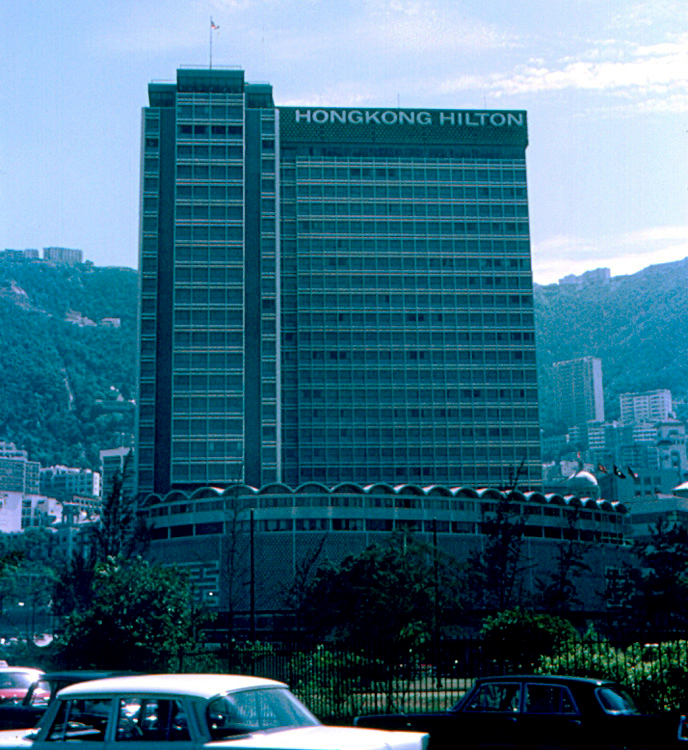
香港希爾頓酒店

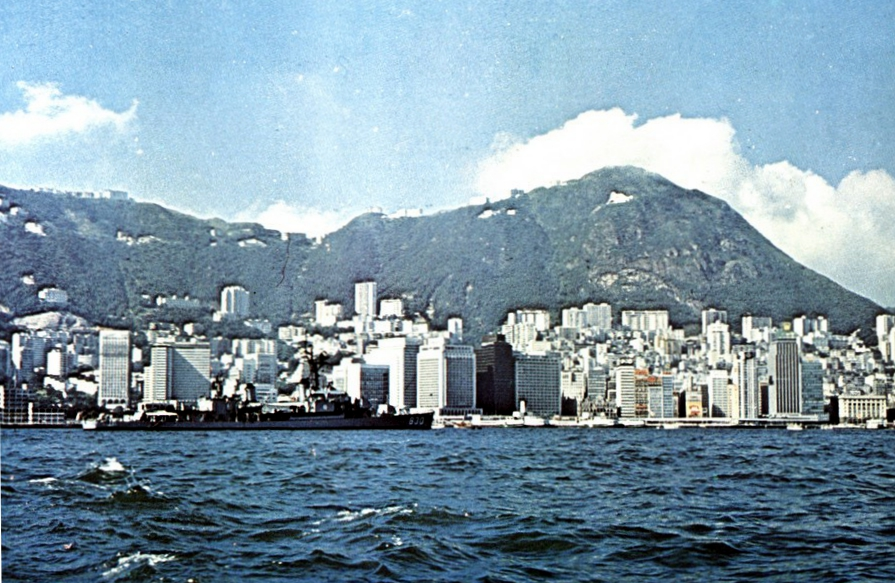
1969年的中環天際線，可見到希爾頓酒店（左二）

香港希爾頓酒店（英語：Hilton Hotel Hong Kong），是香港一間已於1995年拆卸的酒店建築，由日裔建築師木下一設計，位於中環皇后大道中2號，現址為長江集團中心。

## 歷史
希爾頓酒店樓高26層，於1960年興建，1963年正式開幕及營業，設有750個房間，室內設計由戴凱勒設計公司負責，是當時香港一間五星級酒店，由和記黃埔擁有，希爾頓酒店集團負責管理，為期50年，亦為長實集團屬下的物業，其原來本屬獨立上市的「永高酒店」有限公司，1970年代，由於上市不久的長實集團的底子不厚，而且土地資源及收租物業均不多，故收購永高酒店（由國際希爾頓酒店集團管理，故稱為希爾頓酒店）後，可以作為穩定入息的來源。由於當時香港五星級酒店不多，故希爾頓酒店可說是長實集團的貴重資產，後將酒店售予港燈。
希爾頓酒店當時曾經是一間顯赫一時的酒店。到了1994年1月，當時的和記黃埔以1.25億港元向希爾頓酒店管理集團，換取其提早解除管理合約，並計劃將中環的希爾頓酒店停止營業並將當時建築拆卸，重建為一座商業大廈。
希爾頓酒店於1995年5月1日正式結業，隨後酒店連同其西面的拱北行（即政府新聞處舊址）和停車場被一併拆卸，重建成今日的長江集團中心。
香港希爾頓酒店位置前身是美利操場，在香港日治時期，按照日化政策，美利操場曾經改名為香港陸軍操練場。
此外，於2000年代初期，與長實集團同系、和記黃埔屬下的香港喜來登酒店物業之部分客房也曾撥以希爾頓酒店品牌經營。唯及後希爾頓酒店結束對此物業之管理，原有客房也再度撥歸喜來登酒店。
在香港希爾頓結束營業兩年前的1993年，同集團管理的香港港麗酒店（Conrad Hong Kong）在金鐘太古廣場二期（金鐘港鐵站上蓋）開業。在2016年11月九龍西旺角豉油街1至3號的香港旺角希爾頓花園酒店（Hilton Garden Inn Mongkok）開業前，希爾頓酒店集團僅靠港麗酒店這奢華級品牌在港屹立30年，成為其在香港的唯一據點。三家希爾頓酒店均隸屬於不同業主，除均由希爾頓酒店集團管理之外，三家酒店並沒有任何關係。

## 參看
- 長江集團中心
- 富麗華酒店
- 香港旺角希爾頓花園酒店

## 外部連結
- 李超人從年報發掘寶藏 見別人所未見(明報，2006年7月17日) （页面存档备份，存于）
- 拱北行希爾頓可能合併重建
- http://www.flickr.com/photos/68778136@N00/285947656/ （页面存档备份，存于）
- http://www.flickr.com/photos/92337831@N00/532612827/ （页面存档备份，存于）